# Boomvaart
De Boomvaart of "Wouwse Beek" is een vaart in de Nederlandse provincie Noord-Brabant die zich voornamelijk in de gemeente Steenbergen bevindt.
De vaart zet de Smalle Beek kunstmatig voort bij duiker "De heul" of "'t Sas" (ten noorden van het natuurgebied de "Zure Maden"). Na een westwaartse loop volgt de beek de "Boomdijk" in noordelijke richting. Uiteindelijk bereikt de vaart de uitlopers van het krekengebied bij Kruisland en Steenbergen, waar het via de kreken Beek, Nauw Beek en Brede Watergang via de vesting van Steenbergen in de Steenbergse haven uit te komen, die via de Steenbergse Vliet weer in verbinding staat met het Volkerak.
De Boomvaart is in 1643 aangelegd ten behoeve van de veenwinning van de veengebieden Het Laag en Het Oudland. De kosten voor aanleg van deze vaart werd betaald door de Kruislandse polder en de stad Steenbergen. Het ontgonnen veen werd via deze vaart (en de vaart de Ligne) afgevoerd naar Steenbergen waar het werd verhandeld en verscheept. Vanuit deze functie speelt deze vaart een rol bij de ontwikkeling van de stad Steenbergen. Tevens is deze vaart van belang voor de afwatering van de beken rondom Wouw en Heerle en het op peil houden van de grachten van Steenbergen.
In de periode 1929/1931 is de Boomvaart verbreed en verdiept. 
Door de overgang van zand naar kleigebied is de loop van de Boomvaart ecologisch van belang.